# بخش ریواداویا (سان خوان)
بخش ریواداویا (به اسپانیایی: Departamento Rivadavia) یک منطقهٔ مسکونی در آرژانتین است که در استان سان خوآن، آرژانتین واقع شده‌است. بخش ریواداویا ۱۵۷ کیلومتر مربع مساحت و ۷۶٬۱۵۰ نفر جمعیت دارد.